# Vincent Bastien
Vincent Bastien (Nancy, 25 febbraio 1949) è un imprenditore francese.
Insegna presso Parigi-Dauphine e HEC Paris.

## Biografia
Nato il 25 febbraio 1949, Vincent Bastien si è laureato all'École polytechnique (1967), ha conseguito un MBA presso l'HEC Paris (ex Institut Supérieur des Affaires) e il Senior Executive Program presso la Stanford Business School. Ha iniziato la sua carriera nel gruppo Saint-Gobain nel 1972, ricoprendo la carica di CEO di Saint-Gobain Desjonqueres (1980-1988). Contemporaneamente (1973-1995), è stato CEO degli stabilimenti Bastien (Vosges - 88), una fabbrica di 200 dipendenti specializzata nella confezione. Ha creato una linea di prêt-à-porter femminile con il marchio "Vincent Bastien". Nel 1995, quando ha rilevato la filiale Beauty del gruppo Sanofi, ha ceduto l'azienda a terzi, che l'hanno liquidata.
Dal 1988 al 1995 è stato CEO di Louis Vuitton, società del gruppo LVMH. Ha guidato l'azienda di famiglia fino alla sua acquisizione a caro prezzo da parte di LVMH. In seguito, è stato vicedirettore del settore bellezza di Sanofi e CEO di Yves Saint Laurent Parfum (1995-1996). Nel 1996, il management di Sanofi ha approfittato della pubblicazione dei risultati del settore profumi e prodotti di bellezza per i primi nove mesi dell'anno (in calo del 5%) per annunciare le sue dimissioni, in quanto intendeva smantellare l'attività e venderla. È poi diventato direttore generale di Lancel nel 1998, lasciando l'incarico nel 1999.
Dopo la sua esperienza nell'industria e nel lusso, è diventato amministratore delegato di Smart Valley (2000), una società di consulenza in sistemi informativi. È diventato Presidente e CEO di Quebecor France e poi di Quebecor World Europe (2001), prima di lasciare il gruppo nel 2003. Dal 2004 è Presidente del Consiglio di Sorveglianza di Partenaires-Livres.
Attualmente è professore presso l'HEC di Paris, dove insegna "strategia del lusso". Il suo corso si basa sulla sua esperienza di successo alla guida di Louis Vuitton e sul suo libro, scritto con Jean-Noël Kapferer, "Luxe oblige".